# Heliconia lutheri
Heliconia lutheri är en enhjärtbladig växtart som beskrevs av Walter John Emil Kress. Heliconia lutheri ingår i släktet Heliconia och familjen Heliconiaceae. Inga underarter finns listade.